# Escharella uncifera
Escharella uncifera är en mossdjursart som först beskrevs av Canu och Bassler 1929.  Escharella uncifera ingår i släktet Escharella och familjen Romancheinidae. Inga underarter finns listade i Catalogue of Life.